# 本願寺出版社
本願寺出版社（ほんがんじしゅっぱんしゃ）は、京都市下京区堀川通花屋町下ルにある浄土真宗本願寺派（西本願寺）の出版部門。現在の組織は昭和38年（1963）の「本願寺出版協会」からはじまる。
新聞、雑誌のほかに浄土真宗の教えや歴史に関する出版物やDVD作品などを発行している。

## 歴史
本願寺は明治5年、日本で最も早く活版印刷を成功させた長崎の本木昌造の元に岸田順蔵を派遣し、本願寺内に印刷所を設け、同9年から「本山日報」の刊行を開始した。明治30年に現在の本願寺新報の前身となる「教誨一瀾」を創刊。昭和25年に現在の「大乗」の前身である月刊「ブディストマガジン」を創刊した。昭和38年に「本願寺出版協会」が設置されたのは門信徒向けの文書伝道を充実させるためであり、「本願寺新報」「大乗」等の定期刊行物の編集発行を引き継ぐとともに「しんらん文庫」と銘打って一般図書の発行を開始した。
昭和48年からは真宗教団連合編集の「法語カレンダー」の発行、さらに昭和57年からは本願寺の聖典編纂事業による『浄土真宗聖典』の「原典版」「註釈版」「現代語版」などの発行も行っている。このほか45万部を発行した「仏事のイロハ」をはじめ「日常勤行聖典」「法話集」「絵本」「児童書」など単行本の発行点数は数多い。このほかアニメ仏典物語・念仏物語などDVD作品、仏教讃歌などの楽曲CD、さらには一筆箋などのグッズも手がけている。
名称については浄土真宗本願寺派の組織再編により、昭和51年4月に浄土真宗本願寺派出版部（通称：本願寺出版部）、平成元年4月に浄土真宗本願寺派宗務事業局本願寺出版社へと変更される。その後、局制廃止に伴い現在の浄土真宗本願寺派本願寺出版社となる。

## 定期刊行物
本願寺新報
ブランケット判、年34回発行。明治30年（1897）7月25日付で創刊された「教海一瀾」を前身としている。戦争の激化に伴う「1団体1紙」の政府の用紙統制策のため、本願寺内の5つの出版物をまとめて「本願寺新報」と改題。
現在は、毎月1日、10日、20日（各8ページ、7月10日、12月10日号は定期休刊日）に発行し、本願寺の動き、日本各地のお寺の活動、法話をはじめ社会問題などのページがある。
大乗
A5判、毎月1日発行。昭和25年（1950）に「ブディストマガジン」の誌名で創刊した。「ブディストマガジン」はB6判で表紙は絵画界の巨匠・堂本印象。初代編集長の青木幸次郎を本願寺に紹介したのは産経新聞京都支局員の福田定一（後の司馬遼太郎）だった。「ブディストマガジン」には司馬遼太郎が本名の福田定一の名前で書いた小説が数点掲載されていた。昭和29年5月号から「大乗」と改題。なお、青木幸次郎は後に中外日報の編集長をつとめ、司馬遼太郎に書かせた連載小説「梟のいる都城」（単行本は「梟の城」）は昭和34年下半期の直木賞を受賞。アルバイトでカメラマンの井上博道がいた。
現在の「大乗」はA5判。毎月1日発行。親鸞聖人の教えや法話、対談など門信徒を対象にした雑誌である。
宗報
B5判、年11回発行。浄土真宗本願寺派の機関誌（官報）。宗教法人として「公告」「公示」しなければならないことを中心にして、教義、教学、教化伝道、宗門の運動（実践運動）などについての解説を中心に構成している。
季刊せいてん
B5判、年4回発行。『浄土真宗聖典註釈版』の学習誌として昭和62年（1987）に創刊。聖典の解説がメインで聖典学習のテキストとして利用されている。
伝道
A5判、年2回発行。法話の実例や、法座での悩みなど現場における提言を中心に構成されている。

## 主な刊行物
- 『浄土真宗辞典』（浄土真宗本願寺派総合研究所編）
- 『浄土真宗聖典註釈版』（浄土真宗本願寺派総合研究所編）
- 『浄土真宗聖典註釈版（七祖篇）』（浄土真宗本願寺派総合研究所編）
- 現代語版聖典シリーズ（浄土真宗本願寺派総合研究所編）
- 日常勤行聖典
- 聖典セミナーシリーズ
- 本願寺出版社新書シリーズ
- 文庫版シリーズ
- 絵本・お釈迦さまのものがたりシリーズ
- 『願いの力』『すくいとよろこび』（大谷光真著）
- 『13歳からの仏教』（龍谷総合学園編）
- 『浄土真宗はじめの一歩』（森田真円、釈徹宗著）
- 『新・仏事のイロハ』（末本弘然著）
- 『感謝の精進料理』（杉本節子著）
- 『絵本・いただきます』（文・大平光代、画・村上祐喜子）
- DVDアニメ「親鸞さま ねがい、そして ひかり。」（ナレーション・竹下景子）